# Góa phụ nhí
Góa phụ nhí (hay còn gọi là Gangaa hoặc Sagar Ki Ganga) là phim truyền hình Ấn Độ 2015 được phát sóng lúc 20h từ thứ hai đến thứ sáu hàng tuần tại truyền hình Anh Quốc và lúc 20h30 trên &TV. Phim chính thức ra mắt từ 2 tháng 3 năm 2015.
Tại Việt Nam, bộ phim được phát sóng trên TodayTV lúc 20h hàng ngày bắt đầu từ 12 tháng 2 năm 2017 sau khi kết thúc siêu phẩm Cô dâu 8 tuổi.
Năm 2015, chương trình nhận được giải "Best Programme with a Social Message" ("Chương trình có thông điệp xã hội xuất sắc nhất") tại Indian Telly Awards (Giải Telly Ấn Độ), bên cạnh đó giải "Best Child Actress" ("Giải Nữ diễn viên nhí xuất sắc nhất") cũng được trao cho Ruhana Khanna thủ vai Ganga nhỏ.

## Nội dung
Bộ phim "Góa phụ nhí" đề cập đến phận đời "u ám" của những góa phụ Ấn Độ mà qua đó được xây dựng dựa trên câu chuyện có thật của cô bé mang tên Gangaa- người đã trở thành một góa phụ ngay trong lễ cưới của chính mình. Người chồng trẻ con và người cha của cô bé đã bị giết trong một cuộc bạo động trên bờ sông Gangaa ở Varanasi, cũng chính vì điều đó mà Gangaa bỗng nhiên trở thành một góa phụ dù chỉ mới lên 9 tuổi.
Được đặt tên dựa trên con sông huyền thoại Gangaa với mong muốn cô bé sẽ giống như dòng sông kia vẫn chảy hoài mạnh mẽ dù cho có gặp bất cứ vấn đề gì đi chăng nữa. Nhưng khi sống trong một xã hội vẫn còn bị bủa vây bởi những phong tục, tập quán xưa cũ, nhất là vấn nạn nạn tảo hôn đã ăn sâu vào tiềm thức người dân. Và với sức vóc bé nhỏ kia, Gangaa liệu có chống lại nổi với sức ép của Kanta, Prabha, Madhavi Chaturvedi và Niranjan - những nhân tố sẽ khiến cuộc đời góa phụ nhí Gangaa không ngừng gặp sóng gió.
Nếu như vấn nạn tảo hôn ở Ấn Độ vẫn đang là một trong những đề tài được dư luận quan tâm thì cuộc đời của những góa phụ tại đây cũng là những dấu chấm hỏi vô cùng to lớn cần được giải đáp. Cuộc sống của những góa phụ ở đây không chỉ nghiệt ngã mà họ còn vô cùng đáng thương. Hình ảnh người phụ nữ Ấn Độ thả hoa và nến trôi sông để nói lời tiễn đưa với người chồng đã khuất thì cũng là lúc họ nói câu chấm dứt với những niềm vui ít ỏi còn lại của cuộc đời mình. Ở Ấn Độ, việc người chồng mất sẽ biến cuộc sống của những phụ nữ tại đây trở nên tồi tệ như địa ngục, bởi người dân ở đây cho rằng chính người vợ đã mang tới tai ương cho chồng. Sau khi chồng chết, họ buộc phải ra khỏi gia đình và tự lo cho bản thân, chưa kể đến những tai họa luôn rình rập những người phụ nữ yếu đuối này như bị ngược đãi, bị bà con bên chồng lạm dụng tình dục hoặc phải đi làm mại dâm... Có thể thấy rằng, dù xã hội ngày nay có đang phát triển như thế nào thì ở Ấn Độ, những người góa phụ luôn bị mọi người xa lánh và nhận những cái nhìn không mấy thiện cảm về họ và tại một đất nước việc người phụ nữ tái giá được xem là ghê tởm thì cuộc đời của những người phụ nữ ấy sẽ trở thành một bộ phim dài khiến nhiều người phải rơi lệ...
Bên cạnh nội dung hấp dẫn và đầy tính nhân văn, bộ phim "Góa phụ nhí" còn tường thuật lại cuộc đấu tranh giành lại công bằng và hạnh phúc của những người phụ nữ kém may mắn trong tình yêu. Thể hiện tinh thần đấu tranh bất khuất và ý chí mạnh mẽ để tồn tại. Trong đó, cô bé Gangaa được xem là một mối đe dọa cho sự tồn tại của những hũ tục xưa cũ đó. Bên cạnh việc phản ánh chân thực về nhiều khía cạnh khác nhau của nạn tảo hôn tại Ấn Độ, những nhân vật trong bộ phim còn thể hiện những góc khuất u tối trong tâm hồn của mỗi con người.
Minh chứng cho sự thành công và sức lan tỏa của bộ phim "Góa phụ nhí" không chỉ được yêu thích ở Bollywood mà hiện bộ phim còn đang được công chiếu tại Anh Quốc từ ngày 2/3/2015 trên khung giờ Vàng từ 20h00 - 20h30 từ thứ 2 đến thứ 6 trên &TV. Bên cạnh đó, dàn diễn viên tài năng của bộ phim "Góa phụ nhí" cũng đã được vinh danh tại rất nhiều giải thưởng dành cho phim truyền hình ở Bollywood như năm 2015, bộ phim nhận được giải "Chương trình đặc sắc nhất mang thông điệp xã hội" tại giải thưởng "India Telly" và diễn viên nhí Ruhana Khanna - người đảm nhận vai vai Ganga trong phim cũng nhận được giải "diễn viên nhí xuất sắc nhất". Vào tháng 11/2016 vừa qua, nữ diễn viên nhí Ruhana cũng vừa mang về giải thưởng "Ngôi sao nhí có tiềm năng" trong bộ phim "Desh Ki Ladli" tại giải thưởng "Indian Telly". Và hiện siêu phẩm truyền hình đến từ Bollywood sẽ tiếp tục chặng đường chinh phục khán giả Việt Nam vào lúc 20h00 hàng ngày, từ 12/02/2017 trên TodayTV.

## Diễn viên

### Chính
- Aditi Sharma vai Gangaa Sagar Chaturvedi / Gangaa Shukla
- Vishal Vashishtha vai Sagar Niranjan Chaturvedi
- Ruhana Khanna vai Krishna Sagar Chaturvedi
- Hiten Tejwani vai Judge Niranjan Chaturvedi
- Gungun Uprari vai Madhvi Niranjan Chaturvedi
- Sushmita Mukherjee vai Kanta Chaturvedi "Ammaji"
- Abhishek Tiwari vai Pulkit Niranjan Chaturvedi
- Nivedita Tiwari / Roop Durgapal vai Supriya Pulkit Chaturvedi
- Puja Sharma vai Kashish Sameer Mirza
- Akash Gill vai Yash
- Rakhee Tandon vai Prabha
- Sunil Jetly vai Maharaji (ông đầu bếp)

### Phụ
- Rucha Gujarati vai Zoya Niranjan Chaturvedi / Zoya Sameer Mirza (antagonist)
- Jaya Bhattacharya vai Sudha
- Nivedita Tiwari vai Supriya Pulkit Chaturvedi
- Romanch Mehtha vai Ratan (Dead)
- Nausheen Ali Sardar vai Rahat Sameer Mirza (Dead)
- Panchi Bora vai Jhanvi Sagar Chaturdevi (Dead)
- Gaurav Deshmukh vai Sahil
- Sarwar Ahuja vai Palash Banerjee
- Rizwana Shaikh vai Mehri
- Mohit Abrol vai Rudra
- Divyangana Jain vai Ragini
- Ahsaas Channa vai Saloni

### Từng tham gia
- Ruhana Khanna vai Gangaa Shukla (Gangaa nhỏ)
- Swar Hingonia vai Sagar Niranjan Chaturvedi (Sagar nhỏ)
- Vedant Sawant vai Pulkit Niranjan Chaturvedi (Pulkit nhỏ)
- Suman Shashi Kant vai Chief Minister
- Pooja Sethi vai Drishti
- Sanjay Gandhi vai Omkar
- Pooran Kiri vai Verma
- Priya Wal / Gunjan Vijaya vai Barkha
- Samir Sharma vai Raj
- Samridh Bawa vai Bal Mahant Gautam
- Mukul Nag vai chồng bà Kanta
- Raj Singh Verma vai Varun Shukla (bố Gangaa)